# Beylicato de Dulkadir
El Beylicato de Dulkadir (en turco: DulkadiroğullarıBeyliği), fue uno de los Beylicatos de Anatolia establecidos por los clanes turcomanos Bayat, Afshar y Begdili después del declive del Sultanato de Rûm.

## Capital
Las capitales de los beylicato se ubicaron alrededor de la ciudad de Elbistan en la Provincia de Kahramanmaraş en Turquía en diferentes épocas.

## Historia
El beylicato comenzó con Zeyneddin Karaca Bey, quien se estableció en la región de Elbistan en 1335, tomando la ciudad en 1337 del sultanato mameluco (El Cairo) mientras obtenía el título de gobernador del sultán mameluco Al-Nasir Muhammad. Durante un tiempo, el Beylicato de Dulkadir tuvo una influencia que se extendía desde Kırşehir hasta Mosul, pero con el ascenso de los otomanos, se convirtió en un estado tapón entre los otomanos y el Sultanato mameluco (El Cairo) de Egipto.
La dinastía Dulkadir dio muchas novias a la dinastía otomana. Emine Hatun, la hija de Nasreddin Mehmed Bey, el quinto gobernante del Beylicato de Dulkadir, fue la tercera consorte de Mehmed I y, por lo tanto, la madre del sultán otomano Murad II . Su matrimonio sirvió como una alianza entre los otomanos y este estado tapón. Su hijo Murad II es el antepasado de todos los sultanes posteriores. De manera similar, Mükrime Hatun, la hija de Süleyman Bey, el sexto gobernante del estado de Dulkadiroğulları, fue la tercera esposa del sultán otomano Mehmed II. Además, Ayşe Hatun, la hija de Alaüddevle Bozkürt, el undécimo gobernante del estado de Dulkadir, fue la esposa del sultán otomano Bayezid II y, en consecuencia, la madrastra de Selim I.
En 1515, después de la Batalla de Turnadağ, el beylicato fue conquistado por el vezier Hadım Sinan de Selim I y convertido en un Eyalato. Selim I luego nombró al sobrino de Alaüddevle Bozkurt Bey, Dulkadiroğlu Ali Bey, como gobernador del Eyalato. Hasta mediados del siglo XIX, la región centrada en la ciudad de Elbistan en la Provincia de Kahramanmaraş de Turquía a menudo se denominaba Estado de Dulkadiroğulları (o Zulkadriyye) en los documentos otomanos

## Gobernantes
1. Zeyneddin Karaca Bey (1337-1353)
2. Garseddin Halil Bey (1353-1386)
3. Şaban Süli Bey (1386–1398)
4. Sádaka Bey (1398-399)
5. Nasireddin Mehmed Bey (1399-1442)
6. Dulkadiroglu Süleyman Bey (1442-1454)
7. Melik Arslan Bey (1454-1465)
8. Sah Budak Bey (1465-1467)
9. Shehsuvar Bey (1467-1472)
10. Şah Budak Bey (segundo reinado) (1472-1480)
11. Alauddevle Bozkurt Bey (1480-1515)
12. Dulkadiroglu Ali Bey (1515-1522)